# 富士見台高原

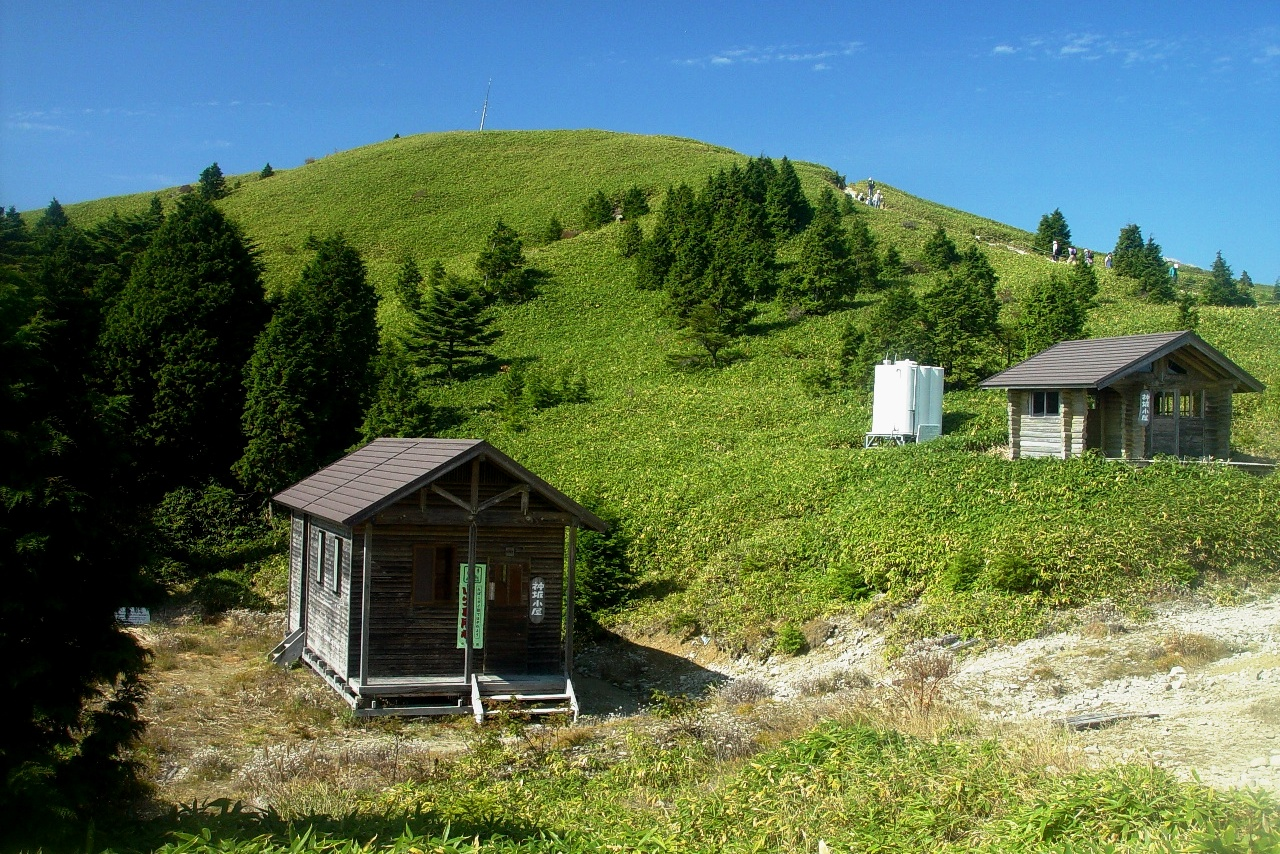
神坂小屋から望む笹原の富士見台高原

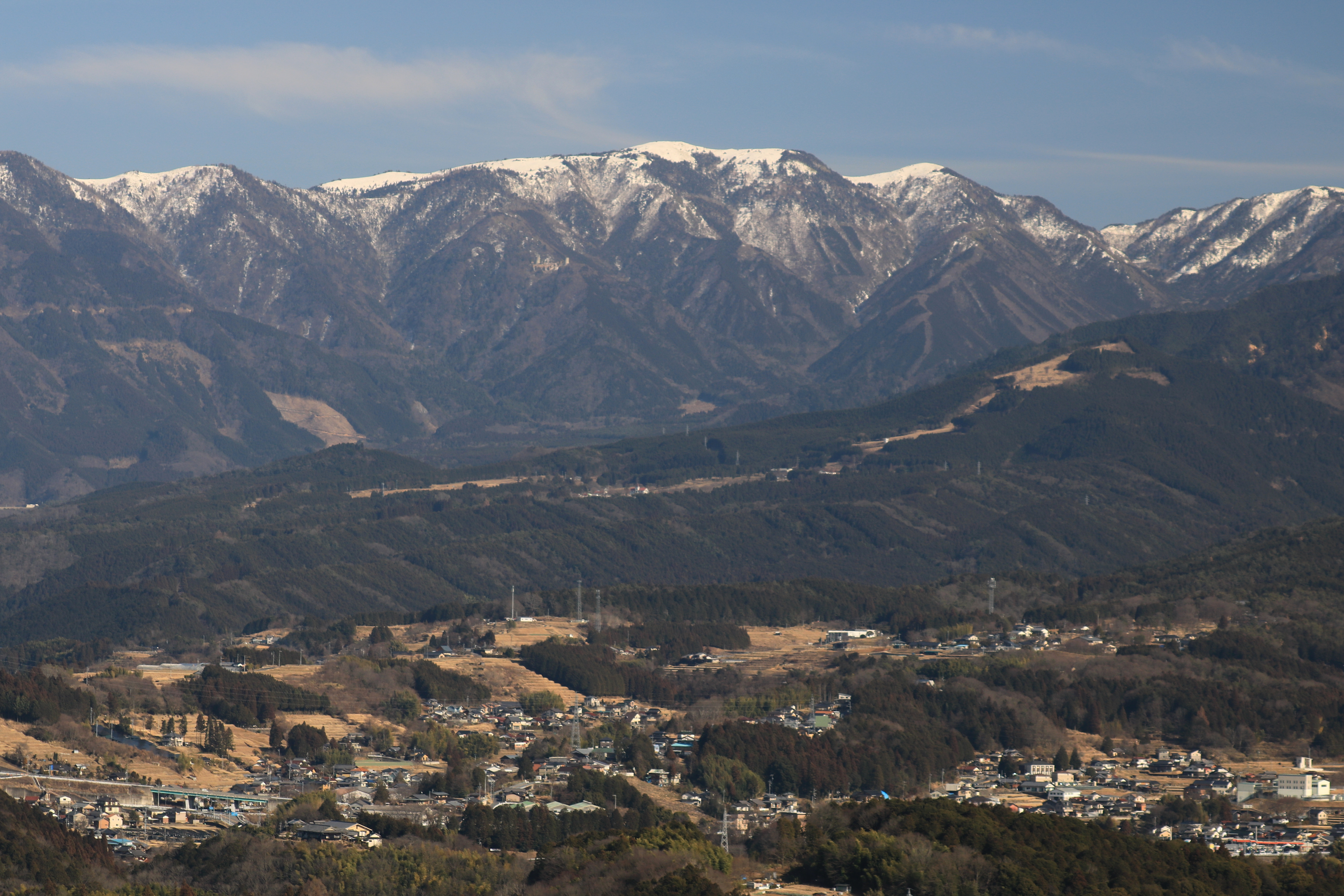
苗木城址から望む富士見台高原、南側の鞍部が神坂峠

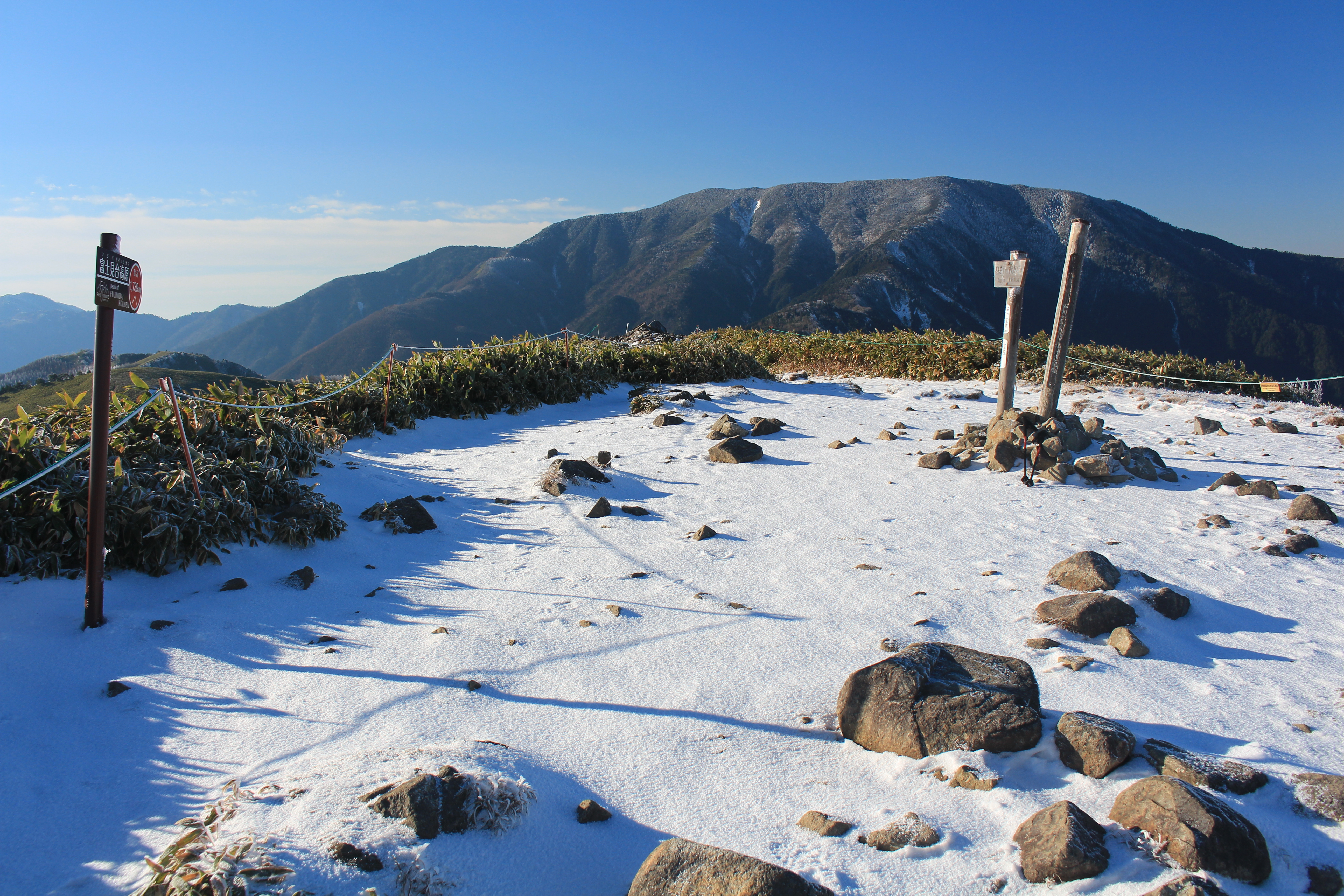
富士見台高原の山頂から望む恵那山

富士見台高原（ふじみだいこうげん）は、岐阜県中津川市と長野県下伊那郡阿智村に跨る中央アルプスの南端である恵那山系にある高原。岐阜県の胞山県立自然公園に含まれる。

## 概要
標高は1739m。面積は約1,000haである。
北アルプス、御嶽山、南アルプス、中央アルプスの360°の大パノラマが楽しめる。富士見台高原からは至近の恵那山をはじめとした日本百名山を23座見ることが出来る。
かつて山伏岳と呼ばれていたが、明治初年に、富士教信者が富士遥拝所をここに設けてから富士見台と称するようになった。地名から、山頂で富士山が見えると思われがちであるが、実際は眺めることができない。付近には古代東山道の中で最大の難所であった神坂峠がある。
一面に千島笹が生い茂っている。7月にはササユリ、秋には紅葉が楽しめる。
真下に中央自動車道の恵那山トンネルが通っている。
1955年（昭和30年）8月3日に校外学習中の神坂村立神坂中学校の生徒4人が落雷事故で亡くなっており「落雷遭難の碑」が建てられている。

## 登山
南側（標高1579m地点）に山小屋の萬岳荘がある。萬岳荘から富士見台高原山頂まではの登山道（富士見台高原登山ルート）は約1.8kmである。南西側の恵那山の頂上までも徒歩で行くことができる（神坂峠ルート）。

## スキー場
- ヘブンスそのはらSNOW WORLD

## 交通
岐阜県中津川市より
- 中央自動車道 中津川インターチェンジより国道19号を長野方面ヘ、沖田交差点を右折し岐阜県道・長野県道7号中津川南木曽線を進み、標識に従い山道を登り、富士見台高原の山頂近くの駐車場に停車。

長野県下伊那郡阿智村より
- 中央自動車道 園原インターチェンジより約5分で、ヘブンスそのはらへ到着。富士見台高原ロープウェイ 山麓駅→（ロープウェイ＋リフト25分）→ヘブンス山頂→（以下徒歩/1時間）→神坂峠→（40分）→富士見台高原。